# Daniel Oliveras i Carreras
Daniel Oliveras i Carreras   (Vilablareix, 11 de novembre de 1987), més conegut com a Dani Oliveras, és un pilot de trial català. L'any 2002 va guanyar el Campionat d'Europa de trial juvenil i el 2005 el Campionat d'Europa júnior i el Campionat del Món juvenil amb Gas Gas. A començaments de 2012 passà a ocupar la plaça vacant de l'equip d'Ossa (sorgida en abandonar-lo el fins aleshores pilot oficial de la marca Jeroni Fajardo), tornant així a la competició internacional.
A finals del 2013 s'anuncià que correria el Ral·li Dakar del 2014 tot integrant l'equip oficial de Gas Gas, al costat de Gerard Farrés i Marc Guasch.
A 1 de gener de 2014

## Palmarès
| Any          | Motocicleta  | C. del Món outdoor | C. del Món indoor | C. d'Espanya outdoor | C. d'Espanya indoor | Altres                                        |
| ------------ | ------------ | ------------------ | ----------------- | -------------------- | ------------------- | --------------------------------------------- |
| 1999         | Gas Gas      | -                  | -                 | -                    | -                   | Campió de Catalunya juvenil                   |
| 2000         | Gas Gas      | -                  | -                 | -                    | -                   |                                               |
| 2001         | Gas Gas      | -                  | -                 | -                    | -                   | 3r al Campionat d'Europa juvenil              |
| 2002         | Gas Gas      | -                  | -                 | -                    | -                   | Campió d'Europa juvenil                       |
| 2003         | Gas Gas      | -                  | -                 | -                    | -                   | Campió d'Espanya júnior                       |
| 2004         | Gas Gas      | -                  | -                 | 7è                   | -                   | 2n al Campionat del Món juvenil               |
| 2005         | Gas Gas      | -                  | -                 | 5è                   | 8è                  | Campió del Món juvenil Campió d'Europa júnior |
| 2006         | Gas Gas      | -                  | -                 | 7è                   | 6è                  | 2n al Campionat del Món júnior                |
| 2007         | Sherco       | 9è                 | -                 | 6è                   | 6è                  |                                               |
| 2008         | Sherco       | 10è                | 8è                | 6è                   | 6è                  |                                               |
| 2009         | Gas Gas      | 11è                | 8è                | 6è                   | 4t                  |                                               |
| 2010         | Sherco       | 13è                | -                 | 5è                   | 6è                  |                                               |
| 2011         | -            | -                  | -                 | -                    | -                   |                                               |
| 2012         | Ossa         | 8è                 | 11è               | 9è                   | 7è                  |                                               |
| 2013         | Ossa         | 12è                | -                 | 9è                   | -                   |                                               |
| Total títols | Total títols | 0                  | 0                 | 0                    | 0                   | 5                                             |

1. ↑  Al total de títols s'hi compten tots els campionats nacionals, estatals o internacionals guanyats